# Pillars of Garendall
Pillars of Garendall é um RPG desenvolvido pela Beenox Studios e publicado pela Ambrosia Software. Foi construído usando o motor de jogo Coldstone, que também foi um projeto conjunto da Beenox/Ambrosia. O jogo foi lançado em 2001 para Mac OS Classic, Microsoft Windows e Mac OS X.
Devido a problemas com o motor de jogo Coldstone, que torna Pillars of Garendall impossível de jogar em versões recentes da plataforma Mac OS X, a Ambrosia Software parou de vender licenças para o jogo completo e a partir de dezembro de 2008, o motor de jogo Coldstone foi indicado como "descontinuado" em relação às informações da versão mais recente no site da Ambrosia Software.  A nova administração da Beenox não está interessada em corrigir esses problemas com o motor de jogo.  A Ambrosia Software afirmou que deseja consertar o software Coldstone, mas que nunca teria concordado em distribuir o projeto se soubesse que teria que fornecer atualizações e correções de bugs.

## Descrição
No jogo, a capital do reino de Garendall, Gidolan Keep, está sendo atacada por monstros, e o jogador deve treinar para eventualmente derrotá-los. Demos do jogo foram disponibilizadas para as plataformas Mac OS Classic, Mac OS X e Microsoft Windows.
Entre outras coisas, as capacidades de criação de jogos do software do motor de jogo Coldstone foram confirmadas pela construção do jogo PoG. A Inside Mac Games deu a Pillars of Garendall uma classificação de 7,75 de 10, destacando os detalhes e a elaboração do jogo com coisas como sprites 2D em um ambiente 3D, embora a premissa do jogo não fosse original.

## Motor
O software de criação de jogos Coldstone foi projetado para fornecer uma solução completa para a criação de jogos de RPG ou de aventura. Embora o software Coldstone em si só rode na plataforma Mac OS, é capaz de compilar jogos autônomos que rodam na plataforma Mac OS 9, na plataforma Mac OS X ou na plataforma Windows. A versão completa do Coldstone foi enviada com um CD com arte livre de royalties para uso em jogos personalizados.

## Ligações Externas
- Pillars of Garendall FAQ na Ambrosia Software
- Pillars of Garendall web board na Ambrosia Software